# Adonisea indiana
Adonisea indiana är en fjärilsart som beskrevs av Kwiat. 1908. Adonisea indiana ingår i släktet Adonisea och familjen nattflyn. Inga underarter finns listade i Catalogue of Life.